# Salvatore Ortisi

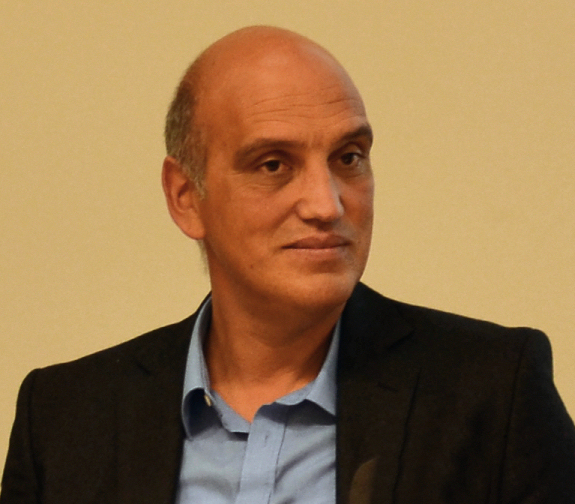
Salvatore Ortisi, 2015

Salvatore Ortisi (* 1965 in Palling) ist ein deutscher Provinzialrömischer Archäologe.
Salvatore Ortisi legte das Abitur 1985 am Gymnasium in Grafing ab und leistete anschließend bis 1986 seinen Wehrdienst ab. 1987 begann er ein Studium der Provinzialrömischen  Archäologie, Ur- und Frühgeschichte sowie der Alten Geschichte an der Universität München. Ein Auslandsaufenthalt führte Ortisi 1990/1991 an die Cardiff University (heute University of Wales). Gefördert wurde er in der Zeit durch ein Forschungsstipendium der Fritz Thyssen Stiftung sowie durch ein Promotionsstipendium der Gerda Henkel Stiftung. Er beendete sein Studium 1998 mit der Promotion, Thema der Dissertation war Die Stadtmauer der raetischen Provinzhauptstadt Aelia Augusta – Augsburg. Die Ausgrabungen Lange Gasse 11, Auf dem Kreuz 58, Heilig-Kreuz-Str. 26 und 4. 2003 wurde er Assistent am Archäologischen Institut der Universität zu Köln. Nachdem er sich hier 2009 habilitiert hatte, wurde er Oberassistent und Privatdozent. 2009 erhielt er den Lehrpreis der Philosophischen Fakultät der Universität zu Köln. 2010/2011 führte ihn eine Vertretungsprofessur zurück an die Universität München. Zum 1. April 2015 wurde Ortisi als Nachfolger von Günther Moosbauer als W2-Universitätsprofessor für die Archäologie der Römischen Provinzen an die Universität Osnabrück berufen. Zugleich wurde er Leiter der Wissenschaftsabteilung des Museums und Parks Kalkriese. Seit Oktober 2016 lehrt er als Nachfolger von Michael Mackensen als Professor für Provinzialrömische Archäologie am Institut für Vor- und frühgeschichtliche Archäologie und Provinzialrömische Archäologie der Universität München.

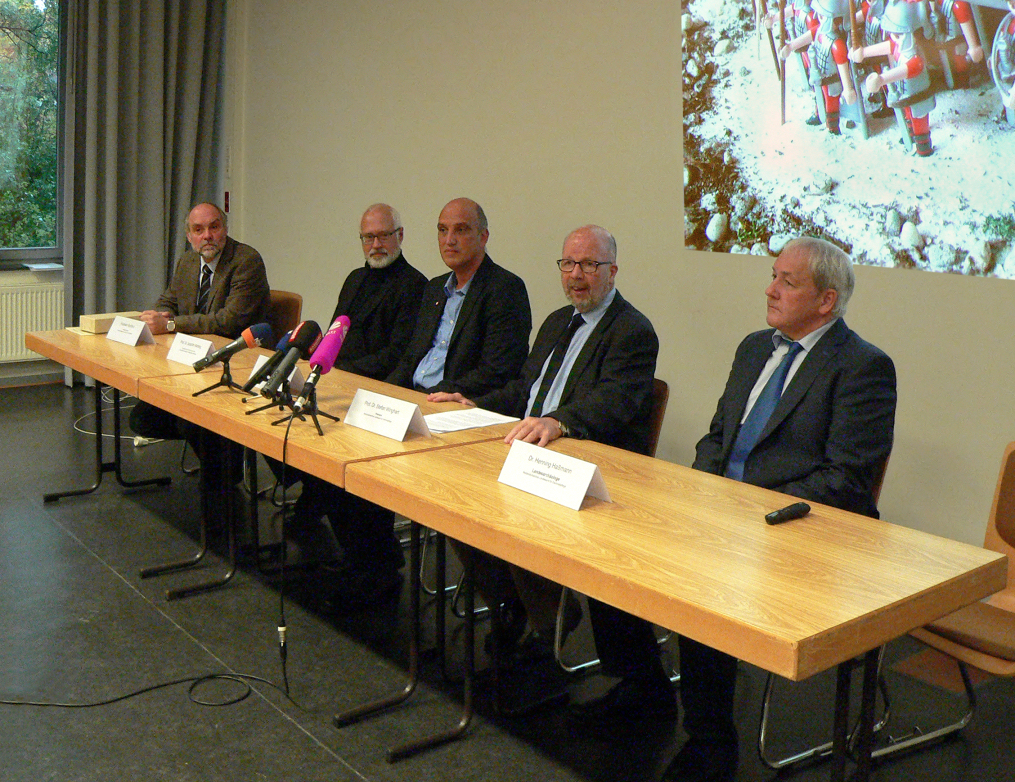
Pressekonferenz zur Bekanntgabe des Römischen Marschlagers von Wilkenburg im Niedersächsischen Landesamt für Denkmalpflege (von links nach rechts): Friedrich-Wilhelm Wulf, Joachim Härtling, Salvatore Ortisi, Stefan Winghart, Henning Haßmann (2015)

Ortisi sammelte schon als Student umfangreiche Grabungserfahrungen, beispielsweise 1987 bis 1992 bei Ausgrabungen  in Augsburg, Kellmünz, Selinunt und Syrakus. 1990 arbeitete er im Rahmen des Katakomben-Projektes des Deutschen Archäologischen Instituts Rom in der Katakombe Via Anapo. 1995 hatte er die örtliche Grabungsleitung im spätantiken Grenzkastell Caelius Mons in Kellmünz inne, von 1997 bis 2000 die Grabungsleitung im sogenannten Macellum von Ostia. 1999 leitete er die Ausgrabungen in der keltischen Viereckschanze von Alxing und war 2001 Mitarbeiter am Deir-el-Bakhit-Projekt, 2003 am Projekt Der Petersberg bei Flintsbach des Instituts für Vor- und Frühgeschichte und Provinzialrömische Archäologie der Universität München. Außerdem führte Ortisi 2001 Forschungsgrabungen im spätantiken Grenzkastell von Submuntorium (Burghöfe) durch. Seit 2009 leitet er in Kooperation mit dem Rheinischen Amt für Bodendenkmalpflege und der Gemeinde die Prospektion und die Lehrgrabung im römischen vicus von Nettersheim, seit 2012 Prospektion und Ausgrabungen des Kooperationsprojektes Kimmerick auf der Krim. Eine Grenzstadt des Bosporanischen Reiches? Seit Januar 2016 ist er Mitglied in der Kommission Imperium und Barbaricum der Akademie der Wissenschaften zu Göttingen.

## Publikationen (Auswahl)
- Die Stadtmauer der raetischen Provinzhauptstadt Aelia Augusta – Augsburg. Die Ausgrabungen Lange Gasse 11, Auf dem Kreuz 58, Heilig-Kreuz-Str. 26 und 4 (= Augsburger Beiträge zur Archäologie, Band 2). Wißner, Augsburg 2001, ISBN 3-89639-288-3.
- mit Philipp M. Pröttel: Römische Kleinfunde aus Burghöfe, Band 2: Die früh- und mittelkaiserzeitlichen Fibeln. Die spätrömischen Metallfunde (= Frühgeschichtliche und provinzialrömische Archäologie. Band 6). Leidorf, Rahden (Westfalen) 2002, ISBN 3-89646-535-X.
- Militärische Ausrüstung und Pferdegeschirr aus den Vesuvstädten (= Palilia, Band 29). Reichert, Wiesbaden 2015, ISBN 978-3-95490-021-3.
- Die Grabung auf dem Euryalos 1991-1993. In:  Heinz-Jürgen Beste, Dieter Mertens: Die Mauern von Syrakus. Das Kastell Euryalos und die Befestigung der Epipolai (= Sonderschriften des Deutschen Archäologischen Instituts Rom, Band 18). Reichert, Wiesbaden 2016, ISBN 978-3-95490-033-6, S. 205ff.